# Het Roode Hert (Princenhage)

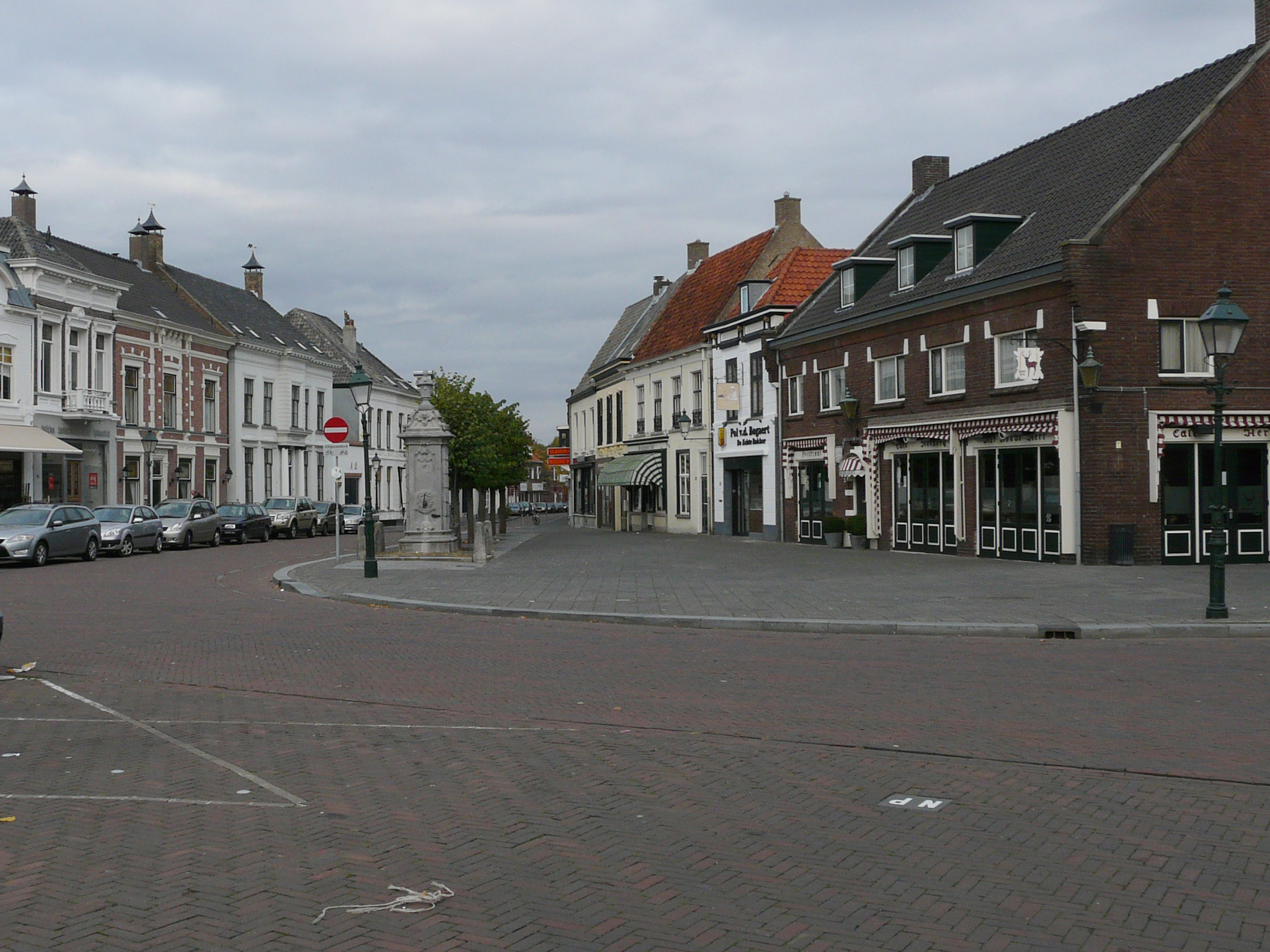

Het Roode Hert is een voormalige herberg en hotel, gelegen aan de Haagsemarkt in Princenhage in Breda. Anno 2013 is een café en restaurant.

## Geschiedenis
Het eerste Hert is gebouwd in 1510-1511. In 1518 kocht Gieles Beys het pand en maakte er een herberg van. Het is afgebrand in 1612 tijdens een dorpsbrand. In 1615 bouwde Jonker Michel du Blioul een nieuwe herberg.
Van 1675 tot 1710 was er een bierbrouwerij van Jacob Schellekens achter de herberg. In 1741 had Dingeman van Ginneken er een grutterij. Hendrik Schrouwen kocht het Roode Hert in 1832.Tussen 1832 en 1837 vindt een verbouwing plaats. Tot 1836 had het Roode Hert bakstenen gevels. Van 1837 tot 1935 is de voorgevel bepleisterd.
Johannes Lips en Barbara Donkers verbouwden het in 1884.
In 1935 vindt er een grote verbouwing plaats door Mathieu Lips en Adriana Bink. Het cafegedeelte en de zaal krijgen grote ramen. Het werd een open huiskamer in het Haagje. Tot 1976 zijn er geen wijzigingen. In 1990 laat Piet de Jong de vroegere garage verbouwen tot restaurant. Sinds 1935 is de buitengevel niet meer veranderd.
Bij Het Roode Hert was ook een station van de stoomtram van de Zuid-Nederlandsche Stoomtramweg-Maatschappij (ZNSM).